# Мулагёйнг
Мулагёйнг (исл. Múlagöng, слушатьо файле; также известен как Оулафсфьярдаргёйнг — исл. Ólafsfjarðargöng) — автомобильный тоннель, проложенный под горным хребтом Оулафсфьярдармули в регионе Нордюрланд-Эйстра на севере Исландии недалеко от города Оулафсфьордюр. Является частью дороги Оулафсфьярдарвегюр 82. Проезд по тоннелю бесплатный.

## Характеристика
Расположенный в 1,5 километрах к северо-востоку от Оулафсфьордюр в регионе Нордюрланд-Эйстра, тоннель Мулагёйнг был открыт для движения 1 марта 1991 года. Его общая длина около 3400 метров, из которых 3120 метров находятся под горой и около 280 метров это бетонные защитные туннели и порталы. Тоннель вырыт в скальной породе под горным хребтом Оулафсфьярдармули. Через тоннель проходит участок дороги Оулафсфьрдарвегюр 82.
C 1966 года существовала небольшая горная дорога Мулавегюр длиной 4,5 км, которая обходила хребет Оулафсфьярдармули по самому берегу моря (Оулафс- и Эйя-фьордов) на высоте около 200 м. Дорога была чрезвычайно опасна из-за постоянных камнепадов и лавин, и совершенно непроходима в зимний период (с сентября по май), поэтому для доступа в Оулафсфьордюр использовалась дорога Сиглюфьярдарвегюр 76, что в десятки раз удлиняло путь. Постройка Мулагёйнг сократила путь между Оулафсфьордюр и Акюрейри на 149 км, а между Акюрейри и Сиглюфьордюр — на 69 км. После постройки тоннеля старая дорога Мулавегюр была закрыта для движения транспорта, но доступна как пешеходный туристический маршрут.
Тоннель состоит из одной галереи, движение осуществляется по одной полосе шириной 3,5 м с несколькими разъездами. Порталы имеют профиль в виде симметричного знака П. Тоннель расположен на высоте около 80 м над уровнем моря, а продольный уклон составляет около 2 % в сторону восточного портала. Работа тоннеля зависит от погодных условий и он не всегда открыт для проезда, так как зачастую подъезды к порталам заносит многометровым слоем снега в зимний период.
26 марта 2021 года в тоннеле взорвалась самодельная бомба с дистанционным управлением. Жертв и повреждений транспортных средств не было, но в результате взрыва загорелась облицовка тоннеля покрытая легковоспламеняющимися материалами и тоннель был закрыт для ремонты на неопределенный срок. Полиция региона Нордюрланд-Эйстра арестовала четверых подозреваемых в связи с расследованием этого дела, но мотивы совершенного преступления остаются неясными.